# マシュー・マックリン
マシュー・マックリン（Matthew Macklin、1982年5月14日 - ）は、アイルランド系イギリス人の元男子プロボクサー。バーミンガム出身。切れ味鋭い右フックが武器で打たれ強い、フェリックス・シュトルムとセルヒオ・マルチネスには敗れたものの接戦に持ち込んでいる。

## 来歴
2001年11月7日、グラスゴーでデビューを果たし初回1分52秒TKO勝ち。白星でデビューを飾った。
その後は無敗をキープするも2003年11月6日、アンドリュー・ファーセイとBBBofC英国スーパーウェルター級王座決定戦を行い、10回95-96の判定負けで王座獲得に失敗した。
2005年5月14日、マックリンのルーツ、アイルランドのダブリン、ナショナル・スタジアムでアイルランドミドル級王座決定戦をマイケル・モナハンと対戦し、5回1分28秒TKO勝ちで王座獲得に成功した。
2006年9月29日、マンチェスターでBBBofC英国ミドル級王者ジェイミー・ムーアと対戦し、自身初の負けとなる10回1分29秒KO負けで王座獲得に失敗した。
2008年3月22日、元IBF世界スーパーウェルター級王者ルイス・ラモン・カンパスと対戦し、10回98-95の判定勝ちを収めた。
2009年3月14日、バーミンガムのアストン・イベント・センターでBBBofC英国ミドル級王者ワイニー・エルロックと対戦し、3回59秒TKO勝ちで王座獲得に成功した。
2009年9月25日、マンチェスター・ベロドロームでEBUヨーロッパミドル級王座決定戦をアミン・アシカーンと対戦し、初回2分34秒TKO勝ちで王座獲得に成功した。
2010年9月18日、バーミンガムのLGアリーナでシャルバ・ジョマルダシヴィリと剥奪されたEBUヨーロッパミドル級王座決定戦を行い、6回終了時棄権で王座返り咲きに成功した。
2010年12月11日、リバプールのエコー・アリーナでルーベン・バロンと対戦し、12回3-0の判定勝ちで初防衛に成功した。
2011年6月25日、ドイツ、ケルンのランクセス・アレーナでWBA世界ミドル級スーパー王者フェリックス・シュトルムと対戦し序盤は先制したが、その後はシュトルムにペースを握られる形になり、12回1-2の判定負けで王座獲得に失敗した。
2012年3月17日、アメリカデビュー戦をニューヨークの マディソン・スクエア・ガーデン・シアター でWBC世界ミドル級ダイヤモンド王座セルヒオ・マルチネスと対戦し、マルチネスにややペースを握られる展開となり、7回に先制ダウンを奪うも11回に2度ダウンを奪われ、11回終了時棄権でまたしても王座獲得に失敗した。
2013年6月29日、コネチカット州フォックスウッズ・リゾート・カジノ内MGMグランド・アット・フォックスウッズでWBA・IBO世界ミドル級王者ゲンナジー・ゴロフキンと対戦。ゴロフキンに序盤からペースを握られる展開となり、3回左ボディフックでダウンを奪われるとマックリンは悶絶し、レフェリーのカウントアウトで試合終了。3回1分22秒KO負けで王座獲得に失敗した。
2013年12月7日、ニュージャージー州アトランティックシティの ボードウォーク・ホール・ダンスホールにてギレルモ・リゴンドウvsジョゼフ・アグベコの前座でラマー・ルッスと対戦し、10回3-0の判定勝ちで復帰戦を白星で飾った。
2014年5月24日、マイク・ペレスVSブライアント・ジェニングスの前座でダニエル・ゲールと対戦する予定であったが、ペレスの負傷欠場で興行が中止となり、マックリンの試合も流れた。
2014年11月15日、アイルランドでホルヘ・セバスチャン・ハイラントとWBC世界ミドル級王者ミゲール・コットへの挑戦者決定戦で対戦するも、10回KO負けを喫した。
2016年4月9日、ボクシング引退を発表した。

## 獲得タイトル
- BBBofC英国ミドル級王座
- アイルランドミドル級王座
- EBUヨーロッパミドル級王座